# Metro (firma)
Metro AG je německá obchodní společnost se sídlem v Düsseldorfu, zaměřená na velkoobchod a maloobchod. Vlastní značky jako Makro a Metro Cash & Carry. Většinovým vlastníkem společnosti je společnost EP Global Commerce, kterou ovládá Daniel Křetínský a Patrik Tkáč.